# Fiordo de Ilulissat
El fiordo helado de Ilulissat (en groenlandés: Ilulissat Kangerlua) es un fiordo en la costa oeste de Groenlandia que en 2004 fue declarado Patrimonio de la Humanidad por la Unesco.

## Geografía
Situado justo al sur de la ciudad de Ilulissat (danés: Jakobshavn), el fiordo helado (groenlandés: Kangia) se encuentra 250 kilómetros al norte del límite del círculo polar ártico, en la costa occidental de Groenlandia. Se extiende a lo largo de más de 40 km desde la capa de hielo de Groenlandia hasta la bahía de Disko y tiene una anchura media de 11 km. En su extremo oriental se halla el glaciar Jakobshavn Isbræ (groenlandés: Sermeq Kujalleq), el glaciar más productivo del hemisferio norte. El glaciar fluye a un ritmo de 20-35 m al día, lo que da como resultado alrededor de 20 000 millones de toneladas (35 km³) de icebergs que se desprenden, lo atraviesan y salen del fiordo cada año.
Los icebergs que se resquebrajan del glaciar son a menudo tan grandes (hasta un kilómetro de alto) que son demasiado largos para flotar y salir del fiordo y se quedan atascados en el fondo de las áreas menos profundas, a veces durante años, debido a que los sedimentos de la morrena hacen que el fondo del mar esté a apenas 200-225 m de la superficie, hasta que son partidos por la fuerza de otras masas de hielo que avanzan por el fiordo. Tras hacerse pedazos los icebergs emergen en mar abierto e inicialmente viajan al norte con las corrientes oceánicas antes de girar hacia al sur y dirigirse al océano Atlántico. Los témpanos más grandes normalmente no se funden hasta que no alcanzan los 40-45 grados norte (algo más al sur que el Reino Unido y en la latitud de Nueva York).
Debido a la actividad del glaciar el fiordo está continuamente lleno de hielo e icebergs. La mayoría de los desprendimientos se producen en verano, cuando enormes icebergs con un tamaño medio de 700 m (el 10-12 % de esta masa sobresale por encima del nivel del mar) se desgajan del borde del glaciar. Dicho glaciar proporciona entre el cinco y el diez por ciento del agua que Groenlandia vierte al mar cada año.

## Cambios en los últimos años
Mientras que las mediciones del glaciar en el periodo 1950-1999 muestran que se mantuvo estable, las mediciones del periodo 2001-2007 dieron como resultado que la lengua del glaciar había retrocedido casi 10 km. Asimismo, un equipo de la Universidad Técnica de Dresde registró desde 2004 un aumento en la velocidad del flujo del glaciar, que ahora alcanza los 40 metros al día.

## Patrimonio de la Humanidad
Debido a su gran tamaño y su importancia para la investigación de los glaciares, un área de 40.240 hectáreas fue declarada Patrimonio de la Humanidad de la Unesco en 2004. Gracias a su fácil acceso, el fiordo y el glaciar han permitido grandes avances en la investigación de la formación de la capa de hielo de Groenlandia, el cambio climático y los procesos geomorfológicos relacionados.